# Il sonno nero del dottor Satana
Il sonno nero del dottor Satana (The Black Sleep) è un film horror fantascientifico del 1956 diretto dal regista Reginald Le Borg. Nel film vi è la penultima apparizione cinematografica di Bela Lugosi.

## Trama
Inghilterra anno 1872, la moglie di un importante e promettente chirurgo è caduta in coma a causa di un tumore al cervello in stato avanzato. A causa dei limiti della scienza a quel tempo il chirurgo non sa come operare la donna che ama, senza rischiare danni cerebrali o anche la morte. Decide quindi di effettuare un esperimento segretamente su alcuni soggetti inconsapevoli che vengono sedati da un potente anestetico, il Nind Andhera, che lui chiama "Black Sleep". Al termine degli esperimenti i soggetti sopravvissuti, adesso mutilati, vengono tenuti in cella all'interno dell'abbazia in cui conduce gli esperimenti stessi.